# Ахтубинск
Ахтубинск (рус. Ахту́бинск) град је у Астраханској области у Русији. Налази се у Прикаспијској долини, на левој обали Ахтубе, реке која је рукавац Волге, 292 km северно од Астрахана. Географски положај му је 48° 19' север и 46° 07' исток.
Према попису становништва из 2010. у граду је живело 41.853 становника.

## Историја
Град је основан 1959. године спајањем три насеља: Владимировка, Петропавловске и Ахтуба.

## Становништво
| 1939.  | 1959.  | 1970.  | 1979.  | 1989.  | 2002.  | 2010.  |
| ------ | ------ | ------ | ------ | ------ | ------ | ------ |
| 10.790 | 22.321 | 43.466 | 47.752 | 50.261 | 45.500 | 41.853 |

## Знамените личности
- Олег Ајрапетов (1963), историчар